# Fernand Khnopff
Fernand Edmond Jean Marie Khnopff (Grembergen, 12 september 1858 – Brussel, 12 november 1921) was een Belgisch symbolistisch schilder, beeldhouwer en ontwerper.

## Levensloop

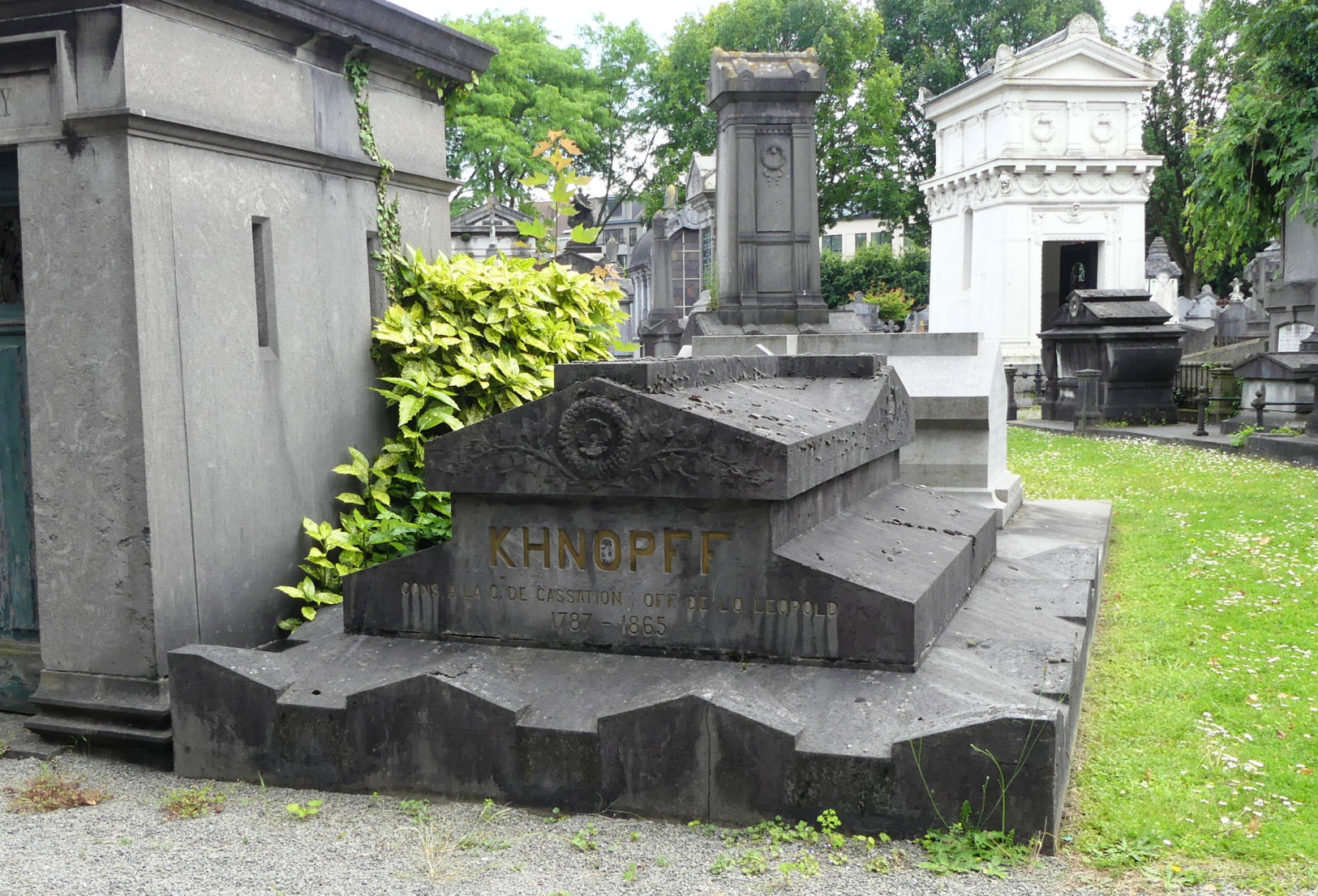
Praalgraf familie Khnopff, Laken

De familie van Fernand Khnopff had zowel Oostenrijkse als Portugese wortels, maar had zich reeds in de 18de eeuw in Brugge gevestigd. Zijn grootvader Joannes vervulde er de functie van substituut procureur des Konings en zijn vader Edmond (ook: Edmundus) was er onderzoeksrechter. Fernand bracht zijn vroege jeugd door in Brugge, maar verhuisde later met zijn ouders naar Brussel. De zomer brachten zij in het Ardeense dorpje Fosset (gemeente Sainte-Ode) door, waar Khnopff later vele landschappen zou schilderen.
Hij ging op aandringen van zijn vader aan de Brusselse Universiteit rechten studeren. Reeds na één jaar staakte hij zijn rechtenstudie en schreef zich in voor een opleiding aan de Brusselse Academie voor Schone Kunsten. Voor zijn inschrijving had hij al enkele maanden gewerkt in het atelier van Xavier Mellery. In de Brusselse Academie volgde hij les bij Joseph Stallaert, Jef van Severdonck en Alexandre Robert. James Ensor is een van zijn medeleerlingen. Hij maakte er ook kennis met Guillaume Van Strijdonck, Jean Delville, Egide Rombaux en Adolphe Crespin. 
Tijdens een reis naar Parijs in 1877 onderging hij de invloed van Delacroix en in Engeland maakte hij kennis met de broederschap der Prerafaëlieten. Tijdens een bezoek aan het British Museum, raakte hij gefascineerd door een antiek bronzen hoofd van Hypnos, met een ontbrekende vleugel. Hij zou het herhaalde malen gebruiken in zijn schilderijen.

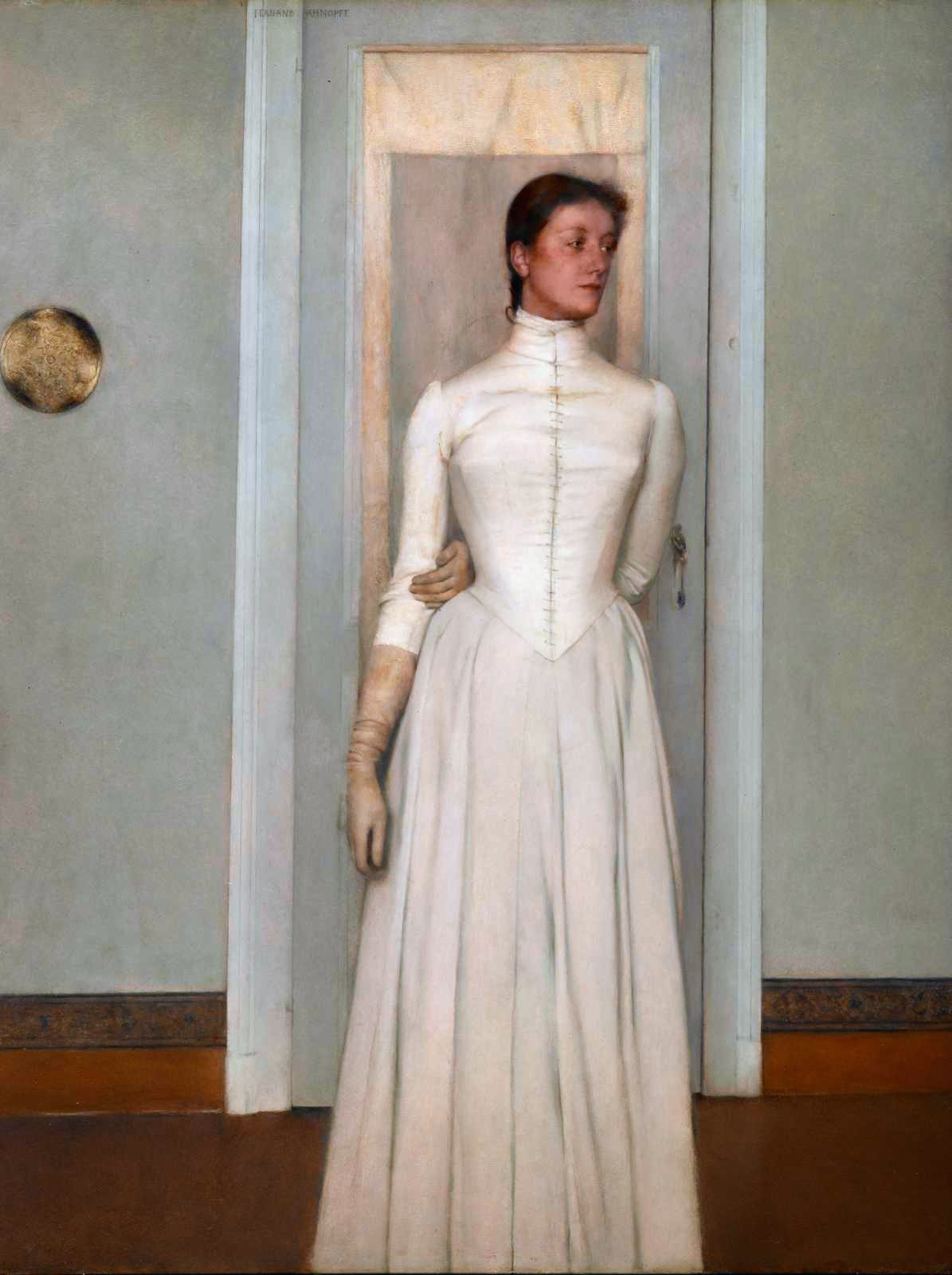
Portret van Marguerite Khnopff, 1887, Koninklijke Musea voor Schone Kunsten van België, Brussel

In 1883 was hij medeoprichter van de Groupe des XX. Hij exposeerde ook op de Parijse Salons de la Rose-Croix van zijn vriend Joséphin Péladan, en bij de Weense Secession.
Tot zijn 42ste bleef hij bij zijn moeder (en model) Léonie wonen.
In 1908 huwde hij Marthe Worms, een weduwe met twee kinderen, waarvan hij zich drie jaar later liet scheiden.
Zijn werk werd in literaire uitgaven van de Brusselse uitgever Edmond Deman als illustratie gebruikt.
Zijn zuster Marguerite, met wie hij een zeer intieme band had, was zijn favoriete model. Alle vrouwen in zijn schilderijen zijn naar haar gemodelleerd. Hij had erg te lijden onder haar huwelijk in 1890.
Fernand Khnopff ligt begraven op de begraafplaats van Laken.
Khnopff had een gesloten persoonlijkheid en was op zichzelf. Een bekende uitspraak van hem was "on n'a que soi" (men heeft slechts zichzelf). Toch werd zijn talent erkend tijdens zijn leven. Hij werd geëerd met de Leopoldsorde.

## Villa Khnopff
Tot aan de bouw van zijn eigen woning, leefde Knopff in zijn ouderlijk huis. Zijn eerste atelier, dat hij gebruikte van de late jaren 1880 en 1890 bevindt zich op de St.-Bernardustraat 1, 1060 Sint-Gillis.
In 1900 ontwierp hij, geholpen door de Belgische architect Edouard Pelseneer (1870-1947) een esoterisch multi-functioneel gebouw dat dienst deed als woning en atelier. Maar het was ook een Gesammtkunstwerk, een tempel en een heiligdom. Zijn eigen woning als een schrijn gewijd aan het 'ik'. Het gebouw  - Wedrennenlaan 41, 1050 Elsene - was voltooid in 1902.
De decoratie bestond enkel uit de kleuren wit, blauw en goud. Zwart werd gebruikt voor de deuren en ramen.
Dit kunstenaarshuis werd in 1938 - met de toestemming van de erven - afgebroken.
De woning overleeft wel nog via het huis van de co-archictect, de Villa Pelseneer aan de Winston Churchillaan 51, 1180 Ukkel.

## Schilderstijl
De schilderijen  van Fernand Khnopff behoren tot het symbolisme. Khnopffs meest bekende onderwerpen zijn :
- landschappen te Fosset
- portretten van dames uit de Brusselse bourgeoisie
- stadsgezichten van Brugge en
- symbolistische composities.

De Belgische dichter  Emile Verhaeren was vooral een liefhebber van zijn landschappen.
Uit de meeste doeken spreekt een mysterieuze, bevreemdende sfeer. Zijn personages vertonen vaak androgyne trekken. Zijn meesterwerk is De liefkozing uit 1896, een afbeelding van Oedipus die zich tegen de sfinx aanvlijt.
In 2005 eindigde hij op nr. 102 tijdens de Vlaamse versie van de verkiezing van De Grootste Belg.

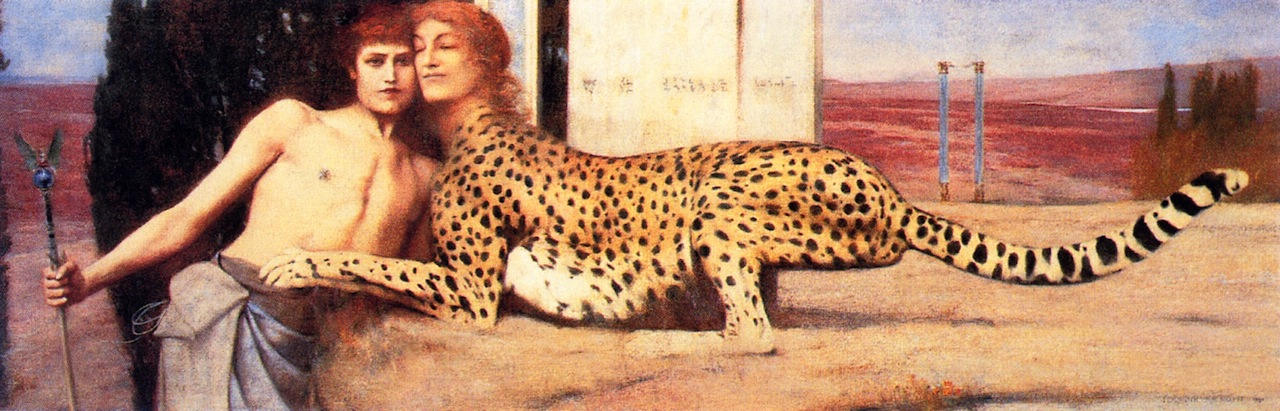
De kunst / De liefkozing, 1896, Koninklijke Musea voor Schone Kunsten van België, Brussel
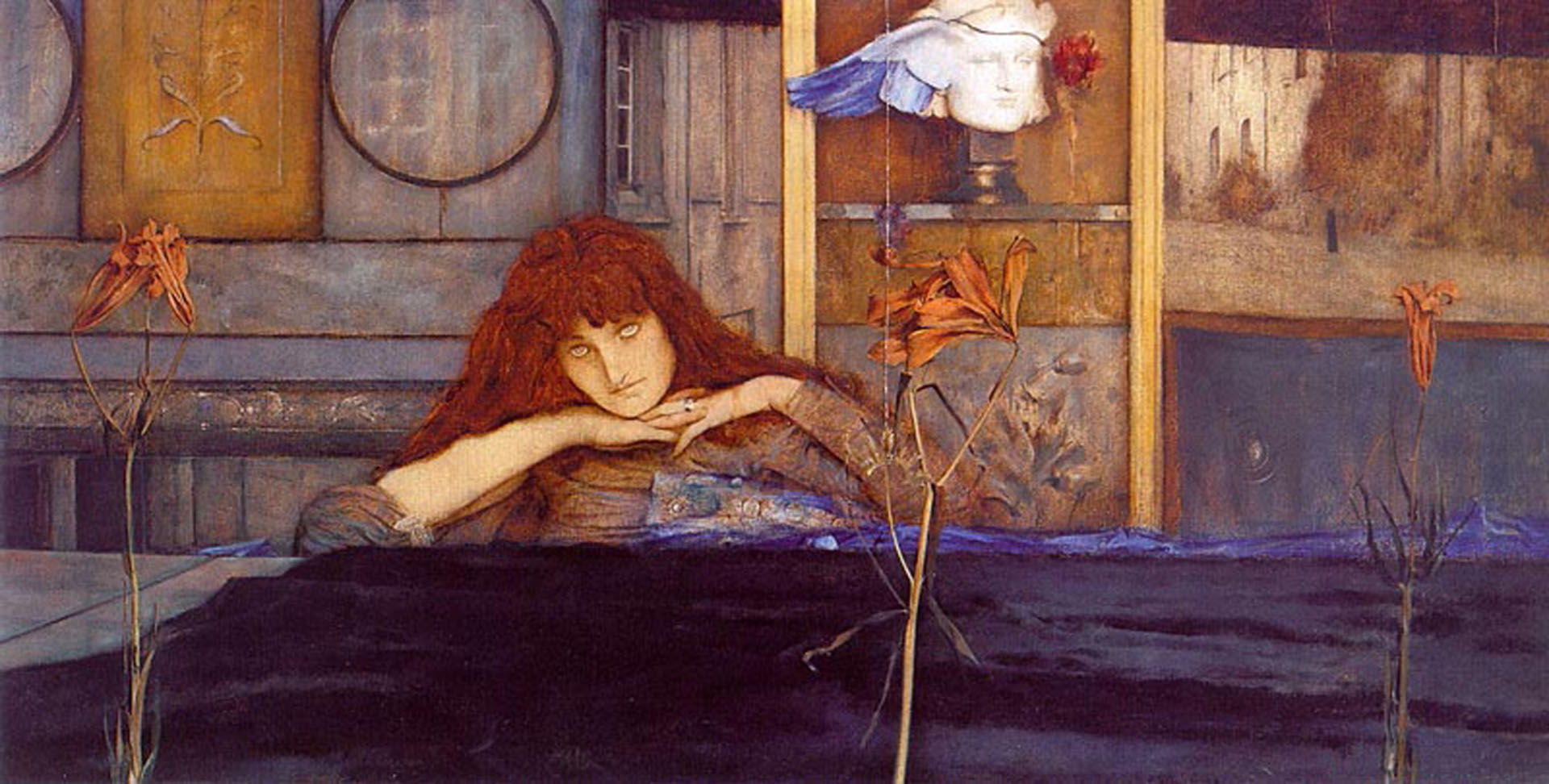
I lock my door upon myself, 1891, Neue Pinakothek, München

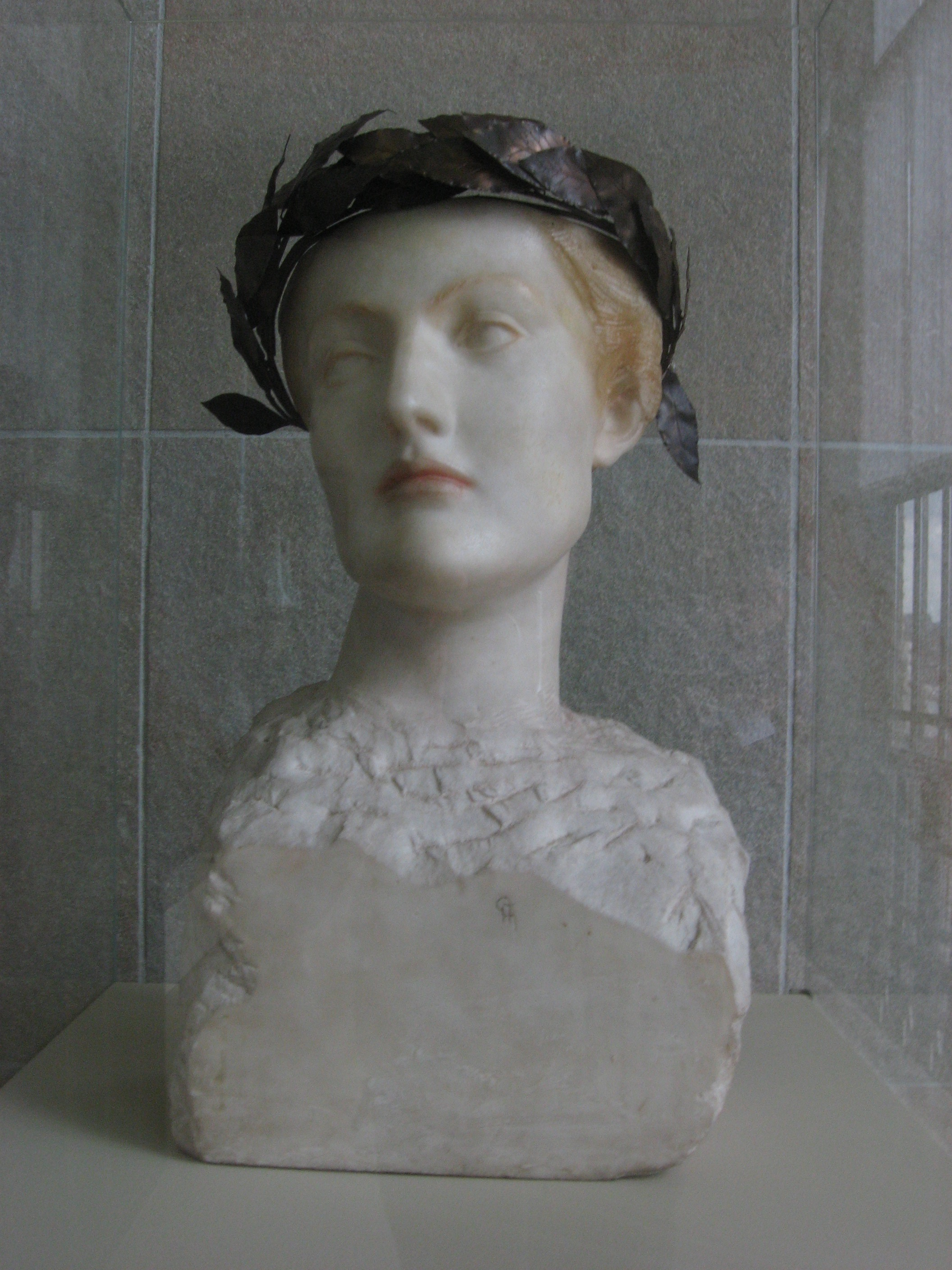
Futur of Een jonge Engelse dame, 1898, Musee d'Orsay, Parijs

## Musea
De werken van Fernand Khnopff zijn te zien in diverse musea, onder andere in:
- J. Paul Getty Museum, Los Angeles
- Museum voor moderne en hedendaagse kunst (MAMAC), Luik
- Musee d'Orsay, Parijs, Frankrijk
- Kunstmuseum aan Zee, Oostende
- Groeningemuseum, Brugge

## Werken (selectie)
- Portret van Mme Edmond Khnopff, 1882
- De hortensia, 1884, olieverf op doek, Metropolitan Museum of art, New York
- Jeanne Kéfer, 1885
- Fosset, ingang van het dorp, 1885, olieverf op doek, privécollectie
- Portret van Marguerite Khnopff, 1887, olieverf op doek, 96 x 74,5 cm, Koning Boudewijn Stichting, Koninklijke Musea voor Schone Kunsten van België, Brussel
- Memories, 1889
- Portret van Juffrouw Van der Hecht, 1889, olieverf op doek, Koninklijke Musea voor Schone Kunsten van België, Brussel
- Stilte, 1890, pastel op papier, Koninklijke Musea voor Schone Kunsten van België, Brussel
- I lock my door upon myself, 1891, olieverf op doek, 72 x 140 cm, Neue Pinakothek, Munchen
- Het masker aan het zwarte gordijn, 1892, potlood en pastel op papier, 26,5 x 17 cm, privécollectie
- De kinderen van Louis Nève, 1893
- De liefkozing, 1896, olieverf op doek, 50,5 x 150 cm, Koninklijke Musea voor Schone Kunsten van België, Brussel
- Wierook, 1898
- Een verlaten stad, 1904

- Bibliothèque nationale de France: cb11939256t (data)
- CiNii: DA04442543
- Digitale Bibliotheek voor de Nederlandse Letteren: khno001
- Gemeinsame Normdatei: 118561871
- International Standard Name Identifier: 0000 0001 0891 0074
- KulturNav: 3d898d27-629e-4ed6-a466-0ef816d9df74
- Library of Congress Control Number: n80115717
- Nationale Bibliotheek van Letland: 000341061
- Bibliotheek van het Japanse parlement: 00469518
- Nationale Bibliotheek van Tsjechië: xx0034262
- Nationale Bibliotheek van Israël: 987007276650205171
- Nederlandse Thesaurus van Auteursnamen: 068380593
- PIC: 183831
- RKD-Nederlands Instituut voor Kunstgeschiedenis: 44244
- SNAC: w6j968dv
- Système universitaire de documentation: 027326004
- Union List of Artist Names: 500003023
- Virtual International Authority File: 41848482
- WorldCat: E39PBJqKfgtrbJwP9pdWKxcByd